# Michałkowski Potok (dopływ Młynówki)
 Michałkowski Potok – potok górski w Sudetach Zachodnich, w Górach Sowich, w woj. dolnośląskim.

## Przebieg i opis
Górski potok o długości ok. 3 km, prawy dopływ Młynówki, należący do dorzecza Odry i zlewiska Morza Bałtyckiego. Źródło potoku położone na wysokości 560 m n.p.m. na północnym zboczu wzniesienia Boreczna w zachodnio-północnej części Gór Sowich. W górnym biegu potok wypływa z niewielkiego stawu i płynie w kierunku północno-zachodnim niewielką bezleśną doliną. Dalej potok płynie wzdłuż drogi pośród zabudowań wsi Michałkowa. W dolnej części wsi potok skręca na zachód i płynie do ujścia. Po przepłynięciu ok. 0,7 kilometra na poziomie ok. 370 m n.p.m. w okolicy przysiółka Młyńska uchodzi do Młynówki. Zasadniczy kierunek biegu potoku jest północno-zachodni. Jest to potok górski odwadniający znikomy fragment północnej części Gór Sowich. Koryto potoku kamienisto żwirowe. Potok w większości swojego biegu płynie zabudowanym terenem przyjmując wody mniejszych bezimiennych strumieni.

## Dopływy
- Kilka bezimiennych strumieni i potoków

## Miejscowości, przez które przepływa
- Michałkowa
- Młyńska